# 웨스트민스터 합창단
웨스트민스터 합창단(Westminster 合唱團)은 미국의 대표적인 대합창단 중 하나로, 음악 학교의 합창단으로 존재하였다. 로버트 쇼 합창단이나 로저 와그너 합창단에 비견되며, 단원수는 130명, 여성 165명이며, 합창단으로서는 규모도 크다.
1920년에 존 핀리 윌리엄슨에 의하여 오하이오주의 데이턴에서 조직되었으며, 1932년 뉴저지주의 프린스턴으로 이전하여 활동하였다. 잘 훈련된 합창단으로, 특히 그 강대한 양감(量感)은 놀랄 만하다는 평가를 받았다. 베토벤의 〈교향곡 제9번〉이나 각종 종교음악의 연주회 등에 자주 출연하였다.